# محمد الجلولي
محمد الجلولي هو مَحمد (بالفتح) بن فرحات بن محمود بن بكار بن علي بن الحاج فرحات الجلولي، ولد في ذي القعدة 1257 هـ - فيفري 1826 م، وتوفي عام 1908، سياسي تونسي وصل إلى الوزارة الكبرى في عهد الحماية.

## منشأه
ينتمي مَحمد الجلولي إلى عائلة مخزنية أصيلة مدينة صفاقس عملت طويلا في ركاب دولة البايات الحسينيين. وكان جده فرحات الجلولي قايدا أي واليا على صفاقس فيما بين 1720 و1730  ثم انتقل جده القايد محمود بن بكارر(1750-1839) إلى تونس العاصمة.
وبقيت قيادة صفاقس حكرا تقريبا على هذه العائلة. تعلم القراءة والكتابة وحفظ القرآن الكريم ، كما تعلم اللغة الفرنسية بعد الاحتلال. توفي والده وتركه ابن 19 سنة فكفله عمه حسونة الجلولي.

## قبل الاحتلال
بدأ مَحمد الجلولي مسيرته بمساعدة عمه حسونة الجلولي، وفي عام 1289 هـ- 1872 م عين قايدا على المثاليث وفي عهد الوزير الأكبر خير الدين سمي نائبا لرئيس مجلس بلدية الحاضرة، ثم عين بعد ذلك قايدا على صفاقس وجربة، ثم كلف برئاسة المحكمة المختلطة التي تنظر في القضايا التي يكون أطرافها تونسيين وأجانب. ثم عاد من جديد إلى قيادة المثاليث، وانتقل منها عام 1880 إلى قيادة الكاف.

## في عهد الاحتلال
لقد خضع مَحمد الجلولي لنظام الحماية الذي انتصب بالبلاد التونسية منذ 12 ماي 1881 متذرعا مثل الكثير بالخضوع لأوامر الباي بالقبول بالنظام الجديد. وإثر معركة صفاقس، عين في اللجنة التي عينت لتقدير الخطية التي ستسلط على أهاليها، وتكفل هو نفسه بتوزيع مقدار الخطية عليهم  وقد جوزي بعد ذلك بتعيينه قايدا على صفاقس وترقية عمه ليعين على قيادة الساحل. ثم بعد أن ارتقى محمد العزيز بوعتور إلى الوزارة الكبرى، عين هو خلفا له وزيرا للقلم وبقي بهذا المنصب لمدة 25 عاما  وأرسلته حكومة الحماية عام 1889 رئيسا للقسم التونسي المشارك في معرض باريس، وقد سنحت له الفرصة آنذاك بالتقاء العديد من كبار المسؤولين الفرنسيين من بينهم رئيس الجمهورية. وفي 7 محرم 1325هـ/20 فيفري 1907 عين وزيرا أكبر خلفا لمحمد العزيز بوعتور. غير أنه توفي بعد ذلك بسنة، وخلفه يوسف جعيط. ولعل ما يترجم الاعتراف بالخدمات التي كان قدمها لنظام الحماية هو تقليده العديد من الأوسمة من بينها نيشان افتخار وعهد الأمان ووسام دوق الشرف الفرنسي.

## إشارات مرجعية
1. ↑   https://www.leaders.com.tn/article/33392-mohamed-el-aziz-ben-achour-tourbet-el-bey. {{استشهاد ويب}}: |url= بحاجة لعنوان (مساعدة) والوسيط |title= غير موجود أو فارغ (من ويكي بيانات) (مساعدة)
2. ↑  Abdelkader Maalej, Le Makhzen en Tunisie, Les Djellouli, Tunis, s.d., p. 8
3. ↑  نقلا عن جريدة الحاضرة، المصدر نفسه، ص 104
4. ↑  المصدر نفسه، ص 88-89 وص 96
5. ↑  المصدر نفسه، ص 106
6. ↑  المصدر نفسه، ص 107
7. ↑  المصدر نفسه، ص 91
8. ↑  المصدر نفسه، ص 108

| سبقه محمد العزيز بوعتور | وزير أكبر (تونس) 18 فيفري 1907- جوان 1908 | تبعه يوسف جعيط |